# Die Waffen nieder!

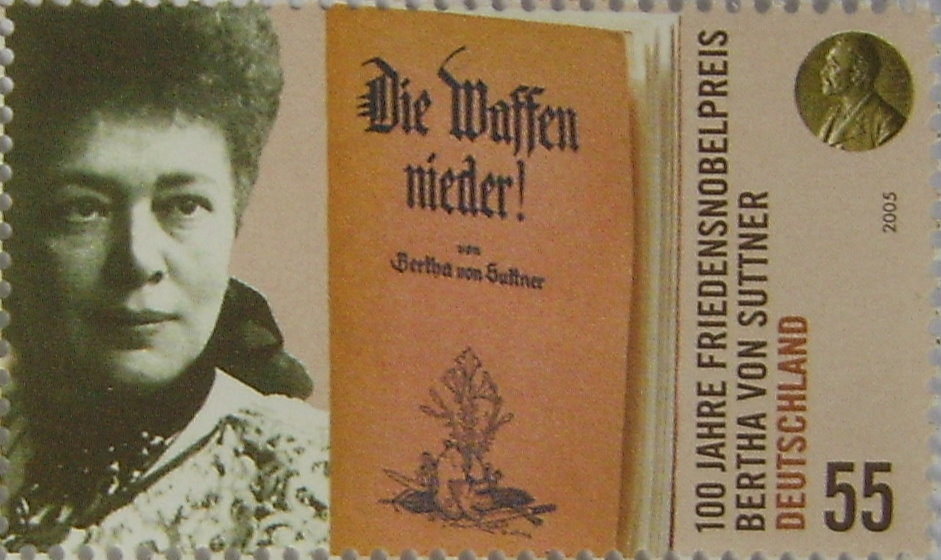
Die Waffen nieder!
Briefmarke: 100 Jahre Friedensnobelpreis.
Bertha von Suttner.
Deutschland 2005.

Der Roman Die Waffen nieder! ist das bekannteste Werk der österreichischen Autorin und Friedensaktivistin Bertha von Suttner. Das Buch erschien 1889 im Verlag Edgar Pierson in Dresden und erreichte innerhalb kurzer Zeit eine überragende Bekanntheit und Verbreitung und wurde in mehr als fünfzehn Sprachen übersetzt.  Die Waffen nieder! galt als das wichtigste Werk der Antikriegsliteratur, bis 1929 Im Westen nichts Neues von Erich Maria Remarque erschien.

## Handlung
Das Buch schildert aus der Ich-Perspektive das Leben der aus Wien stammenden Gräfin Martha Althaus im Kontext von vier Kriegen. Im Sardinischen Krieg von 1859 zwischen Österreich und Sardinien sowie Frankreich verliert Martha im Alter von 19 Jahren ihren ersten Mann Graf Arno Dotzky. Sie wird daraufhin zur überzeugten Pazifistin. Ihr zweiter Mann Baron Friedrich Tilling teilt ihre Ansichten, obwohl er selbst Offizier in der Armee Österreichs ist. Er nimmt mit der Österreichischen Armee am Deutsch-Dänischen Krieg von 1864 und am Deutschen Krieg im Jahr 1866 teil.
Marthas Schwestern und ihr Bruder sterben an den Folgen der durch den Krieg bedingten Cholera, auch ihr Vater stirbt im Gram über den Verlust seiner Kinder. Ihr Mann zieht sich daraufhin aus der Armee zurück, um Marthas Friedensaktivitäten zu unterstützen. Als sie sich 1870 bei Ausbruch des Deutsch-Französischen Krieges in Paris aufhalten, wird ihr Mann wegen des Verdachts, ein preußischer Spion zu sein, standrechtlich erschossen. Ihr Sohn Rudolf aus erster Ehe beginnt daraufhin, sich für die Ziele seiner Mutter einzusetzen.
Bertha von Suttner wählte für ihr Anliegen bewusst die Romanform anstelle eines Sachbuchs, da sie der Meinung war, auf diese Weise ein breiteres Publikum erreichen zu können. Die große Popularität des Buches resultiert zum Teil auch aus der Tatsache, dass sie neben der Frage von Krieg und Frieden auch das Selbstverständnis und die Rolle der Frauen in der Gesellschaft thematisierte.

## Verkaufserfolg in deutscher Sprache
Der Roman wurde allein bis 1905 bei verschiedenen deutschsprachigen Verlagen in zusammen 37 Auflagen gedruckt.  Die Waffen nieder! galt als das wichtigste Werk der Antikriegsliteratur, bis 1929 Im Westen nichts Neues von Erich Maria Remarque herauskam.

## Übersetzungen
Drei Jahre nach der deutschen Erstveröffentlichung folgte 1892 zunächst eine englische Ausgabe Lay Down Your Arms, 1897 eine italienische (Abbasso le Armi!), 1899 eine französische (Bas les armes!) und 1905 eine spanische, ¡Abajo las armas!.
Das Werk wurde in mehr als fünfzehn Sprachen übersetzt, darunter ins Finnische, ins Dänische (Ned med Vaabnene!), ins Norwegische (Ned med Vaabnene!), Schwedische (Ned med vapnen!, 1890) und Tschechische (Odzbrojte!, 1896).

## Weitere Projekte der Autorin
Von 1892 bis 1899 veröffentlichte Bertha von Suttner zusammen mit Alfred Hermann Fried auch die Zeitschrift mit Titel Die Waffen nieder! Monatsschrift zur Förderung der Friedensbewegung, der u. a. dafür mit dem Friedensnobelpreis 1911 ausgezeichnet wurde.
Der 1903 unter dem Titel Marthas Kinder erschienene Nachfolger erreichte nicht die Popularität des ersten Buches.

## Künstlerische Rezeption

### Drama
Hans Engler (Pseudonym von Robert Overweg [1877–1942]) verfasste Die Waffen nieder! Ein Drama in vier Akten. Nach dem gleichnamigen Roman von Bertha von Suttner. Es wurde zuerst 1893 in Leipzig publiziert.

### Verfilmungen
"Die Waffen nieder" wurde zweimal verfilmt, das erste Mal 1914 als dänischer Film mit dem Titel Ned med vaabnene. Carl Theodor Dreyer schrieb das Drehbuch, Holger-Madsen führte Regie. Die Premiere fand am 14. August 1924 in den USA statt.
1952 wurde das Werk zum zweiten Mal verfilmt. 

## Sonstige Rezeption
„Der Abschaffung der Sklaverei ist das berühmte Buch einer Frau vorausgegangen, Madame Beecher-Stowe; gebe Gott, daß das Ihre das gleiche bewirke für die Abschaffung des Krieges.“

„Dieses Buch ist eine Tat! Es war ein Ereignis in meinem Leben.“

„Der primitiv, aber schlagend wirksam gemachte Tendenzroman hinterließ mir gewaltigen Eindruck. Viele Einzelheiten der Handlung sind mir ganz unvergeßlich...“

### Ausgaben
- Erstausgabe: Verlag Edgar Pierson, Dresden und Leipzig 1889; 2 Bände, 317 beziehungsweise 327 Seiten (Band1 und Band 2 als E-Book bei Austria-Forum)
- Zeitungsausgabe: Gratisbeilage der Magdeburger Volksstimme. Leipziger Buchdruckerei & Verlagsanstalt der Leipziger Volkszeitung G. Heinrich, Leipzig 1895; 300 Seiten. Der Text erschien als Beilage auf Zeitungspapier und konnte wahlweise in eine extra bereitgestellte Decke eingebunden werden.
- Volksausgabe:
  - Verlag Edgar Pierson, Dresden und Leipzig um 1900; 300 Seiten. Der Text endet auf Seite 300. In unterschiedlichen Auflagen folgte in wechselndem Umfang noch Werbematerial.
    - Volks-Ausgabe. 81.–110. Tausend, o. J. (Online bei ALO).

  - Verlag Berlin-Wien, Berlin 1914, DNB.
- Taschenbuch: Droemer Knaur, München 1983, ISBN 3-426-01017-8.
- Neuausgabe: Verlag der Nation, Berlin 1990, ISBN 3-373-00328-8.
- Deutsche Literaturgesellschaft, Berlin 2008, ISBN 978-3-940490-45-2.
- Neuausgabe: Hirnkost KG, mit einem Geleitwort von Eva Quistorp, Berlin 2023, ISBN 978-3-98857-002-4

### Sekundärliteratur
- Marlene Streeruwitz: Über Bertha von Suttner, Mandelbaum Verlag, Wien 2014, ISBN 978-3-85476-456-4 („Ich werde mich in diesem Text ausschließlich auf den Roman ‹Die Waffen nieder!› von Bertha von Suttner beziehen“, S. 23)
- W. B.: Die Waffen nieder! Eine Lebensgeschichte von Bertha von Suttner. 2 Bände. Dresden und Leipzig, E. Pierson's Verlag. In: Die neue Zeit. Revue des geistigen und öffentlichen Lebens. 8(1890), Heft 3, S. 140–143. Digitalisat
- Brigitte Hamann: Bertha von Suttner. Ein Leben für den Frieden. Piper, München (u. a.) 1986, ISBN 3-492-03037-8.
- Anne C. Nagel: Fanfare der Friedensbewegung. ‹Die Waffen nieder!› von Bertha von Suttner (1889). In: Dirk van Laak (Hrsg.): Literatur, die Geschichte schrieb. Vandenhoeck & Ruprecht, Göttingen 2011, ISBN 978-3-525-30015-2, S. 72–85.